# Saint-Martin-Longueau
Saint-Martin-Longueau é uma comuna francesa na região administrativa de Altos da França, no departamento de Oise. Estende-se por uma área de 3,62 km². Em 2010 a comuna tinha 1 506 habitantes (densidade: 416 hab./km²).